# Mosquée de Gökdepe
La mosquée de Gökdepe (ou Haji Saparmyrat Türkmenbaşy — mosquée du hajji Saparmyrat Nyýazow — ou Türkmeniñ Kabesi — Kaaba des Turkmènes) est un lieu de culte musulman sunnite au Turkménistan, à une quarantaine de kilomètres de la capitale, Achgabat. Elle est située dans la ville de Gökdepe, haut-lieu de la résistance turkmène à la pénétration des armées russes en 1879. Elle a été construite par l'entreprise Bouygues Turkmen et livrée en 1995.

## Histoire

### Localisation
Elle est située sur le site historique de la ville de Gökdepe, au milieu de la steppe aride, au pied des montagnes du Kopet-Dag.
La mosquée se dresse à proximité immédiate du site de la bataille de Gökdepe, lieu d'une sanglante confrontation en 1879 entre les armées tsaristes et les derniers résistants turkmènes, inspirés dans leur combat par le cheikh soufi Kurbanmyrat.

### Construction
Symbole de la « liberté retrouvée » pour le président Saparmyrat Nyýazow, elle est construite en 17 mois par le groupe de BTP français Bouygues, sous la direction d'architectes turkmènes et des cabinets d'architecture français Bellon et Art Études (pour l'aménagement intérieur),.
La mosquée peut accueillir jusqu'à 3 000 fidèles.
La structure est située dans une zone sismique classée 7 sur l'échelle de Richter, ce qui a nécessité sur ces fondations un socle de protection de trois mètres composé de matériaux compactées.

### Inauguration
Inaugurée le 27 octobre 1995, jour anniversaire de la proclamation d'indépendance du pays en 1991, elle est la première mosquée à être construite au Turkménistan depuis son émancipation de la tutelle soviétique. Le président turkmène Niazov est présent à l'inauguration, mais le PDG de Bouygues, Martin Bouygues, ne l'est pas.

## Style et aspect
Elle mêle influences ottomanes et perses.
Basée sur un plan simple, elle forme un quadrilatère cantonné de quatre puissants minarets effilés s'élevant à 60 mètres.
Sa structure générale emprunte essentiellement à l'architecture des grandes mosquées impériales ottomanes (en particulier à la mosquée bleue d'Istanbul), caractérisée par l'étagement de coupoles et de demi-coupoles ; le vocabulaire ornemental s'inspire quant à lui des mosquées de la Perse ancienne (utilisation de faïences et d'émaux).
Précédant la salle de prière, l'école coranique s'articule autour d'une cour des ablutions agrémentée de bassins en forme d'étoile islamique (à cinq branches). On y accède par un porche monumental bordé de carreaux de céramique turquoise ornés des 99 beaux noms d'Allah encadré par deux tours massives et trapues. 

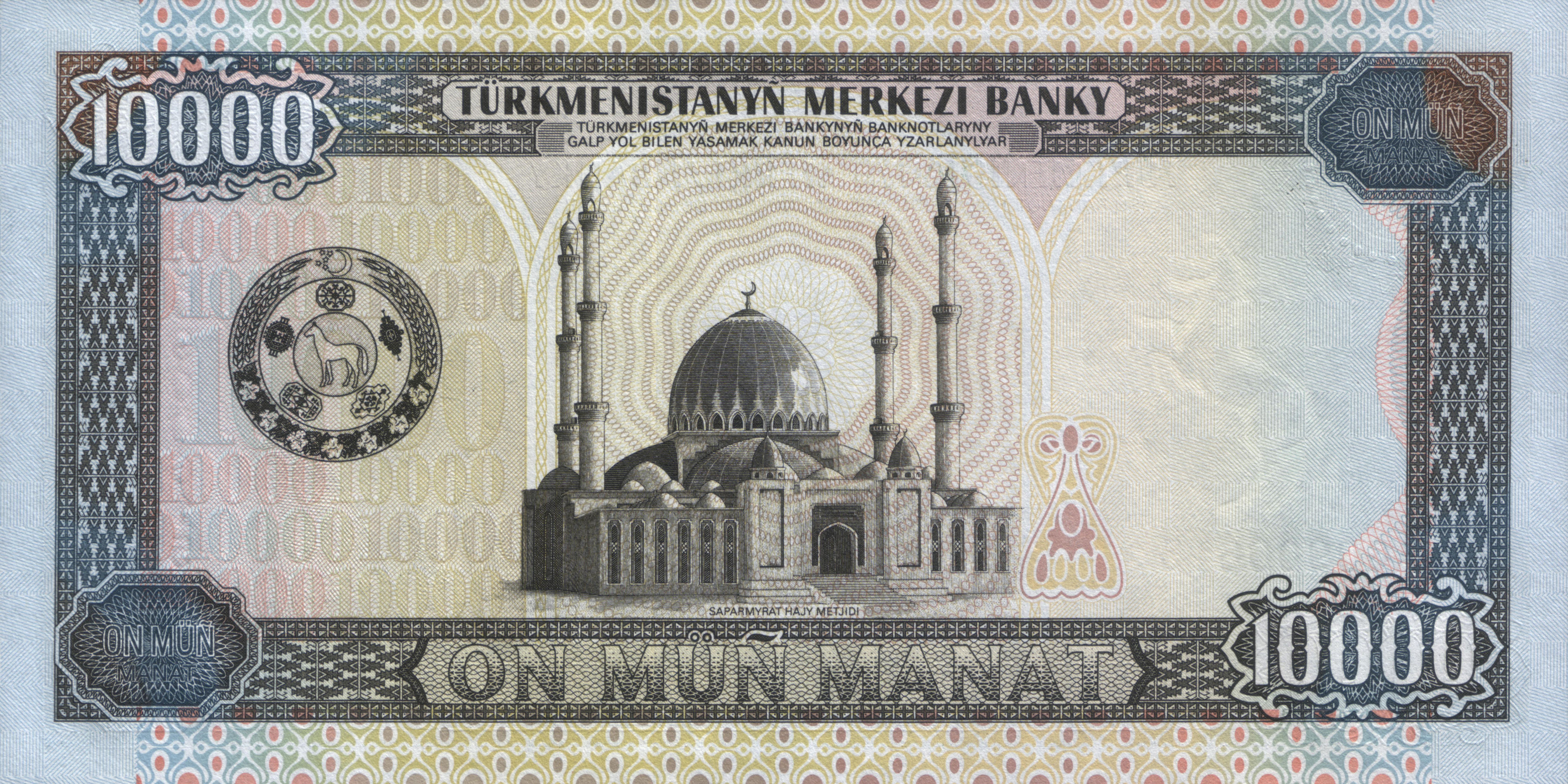
La mosquée sur un billet de 10 000 manats de 1999.

L'extérieur surprend par les tonalités claires des murs (couverts de plaques de marbre de Carrare) percés de grandes baies en ogive bordées de carreaux sérigraphiés. Ces tons crème contrastent fortement avec la coupole centrale et ses quatre demi-coupoles, couvertes d'émaux de Briare turquoise, emprunt aux traditions ornementales seldjoukides ou séfévides.
Une porte en mélèze et bronze ouvragé donne accès au sanctuaire proprement dit. Celui-ci est calqué sur le plan des mosquées ottomanes, caractérisé par un grand espace intérieur, favorisé par l'emploi d'une coupole monumentale accostée de quatre demi-coupoles conçues pour dégager la surface de l'oratoire. Le regard converge vers le mirhab en marbre de Carrare incrusté de feuilles d'or, bordé par un minbar en bois de cèdre sculpté.
De part et d'autre de la salle de prière ont été aménagées des tribunes portées par des colonnes en marbre. La balustrade en mélèze ouvragé accueille également dans sa partie inférieure une frise en faïence ornée de versets du Coran.